# Marathyssa ventilator
Marathyssa ventilator là một loài bướm đêm trong họ Noctuidae.